# Liza Monet
Liza Monet est une rappeuse française.

## Biographie
Elle est la fille de l’artiste chanteur, congolais Aurlus Mabélé, considéré comme le créateur du Soukous, un style musical congolais. Enfant, sa grand-mère l’initie au gospel où elle se produira dans des églises, ces deux facteurs influenceront beaucoup Liza Monet à se tourner vers le domaine musical. Elle souffre d'un diabète de type 1 depuis l'âge de huit ans.
Dans son adolescence, elle est plutôt bonne élève, mais décrochera, n'ayant que peu d’intérêt dans le système scolaire. Elle se lance dans un premier temps dans une carrière de danseuse. Depuis l’âge de 15 ans, la rappeuse pratique la danse hip-hop, elle figurera dans quelques vidéoclips entre 2007 et 2010. À 15 ans également, Liza commence à écrire ses premiers textes de chants et de rap. Elle cherche à être signée en tant que rappeuse, mais beaucoup lui répondent qu’elle devrait se contenter du chant. Ne perdant pas espoir, elle travaille son son et son identité et se trouve en 2012 où elle sort son premier clip « My Best Plan »

## Carrière
Liza Monet se fait connaître en 2012 avec son single My Best Plan, qui suscite une polémique à cause des paroles crues et osées. Dans ce titre, Liza raconte de manière mélodieuse sa relation avec un homme qu’elle affectionne, mais qui ne voit en elle qu’un passe-temps. Il comptabilisera 6 millions de vues.
Elle sort ensuite deux singles promotionnels Kalage et Purple Money afin de préparer la parution de son deuxième single Yaourt aux fruits. Le clip comptabilise 2 millions de vues.
Elle sort ensuite son premier album Monet Close composé de 7 titres, le 11 octobre 2013.
Le 4 avril 2014, elle dévoile 2 Men.
Le 29 novembre 2018, la rappeuse sort son deuxième album Alexandra sans label, sans promo, en tant qu'artiste indépendante et réussit à le classer à la 11e place sur iTunes.
Le 27 novembre 2020, elle dévoile son troisième album Mother, toujours en tant qu'artiste indépendante, celui-ci se classera 5e sur iTunes, catégorie Rap, et 38e sur iTunes, toutes catégories confondues.

## Discographie
- 2013 : Monet Close (Album)
- 2018 : Alexandra (Album)
- 2020 : Mother (Album)